# Deseo – Karussell der Lust
Deseo – Karussell der Lust ist ein Episodenfilm von Antonio Zavala Kugler, der auf Arthur Schnitzlers Bühnenstück Reigen aus dem Jahr 1897 basiert. Uraufgeführt wurde der Film am 13. September 2013.

## Inhalt
Die Geschichte ist eine Darstellung aristokratischer Dekadenz, die Parallelen zieht zwischen dem Wien des 19. Jahrhunderts und dem heutigen Mexiko. Sie skizziert die Beziehungen zwischen allen Schichten der Gesellschaft als humorvollen Reigen sexueller Begegnungen. Werkgetreu zeichnet der Film Leidenschaft, Lust, Machtgier, Verführung und Ernüchterung aller Gesellschaftsschichten nach und nimmt gleichzeitig (schein)heilige Vorstellungen von Prüderie und Heuchelei auf die Schippe.
Während Schnitzlers Stück „die unerbittliche Mechanik des Beischlafs“ darstellt, ohne diesen selbst je zu zeigen, hat der Film eine ästhetisch-erotische Note. Diese ist zwar durchweg präsent, steht jedoch auch für andere Begehren auf verschiedensten Ebenen.
Zavala Kugler verknüpft die unterschiedlichen Handlungen und Charaktere im Reigen. Die Auswahl der Musik unterstreicht nicht nur die Geschehnisse im Film, sondern nimmt teilweise einen so starken Charakter an, dass sie sich ins Ensemble der Darsteller einreiht.

## Veröffentlichung
Uraufgeführt wurde der Film am 13. September 2013. Der Film wurde beim 21. San Diego Latino Film Festival mehrfach aufgeführt. In Deutschland wurde Deseo – Karussell der Lust am 2. Juli 2021 auf DVD und Blu-ray veröffentlicht.

## Kritik
„Die in Telenovela-Optik gefilmten Softsex-Episoden vermögen allerdings kaum zu fesseln und bleiben jeden Beweis ihres angedeuteten gesellschaftsrelevanten Impetus schuldig. Die einstmals skandalösen Aspekte der Vorlage wirken in dieser prätentiösen Adaption besonders banal.“